# غان كيم جونغ
غان كيم جونغ (بالصينية: 颜金勇) (بالإنجليزية: Gan Kim Yong)‏ هو سياسي سنغافوري، ولد في 8 ديسمبر 1952 في سنغافورة. حزبياً، نشط في حزب العمل الشعبي. وقد انتخب عضو مجلس الشعب السنغافوري عن دائرة Chua Chu Kang Single Member Constituency ‏ وقد انضم خلال فترته النيابية ‏  للكتلة البرلمانية حزب العمل الشعبي وانتخب عضو مجلس الشعب السنغافوري عن دائرة دائرة تمثيل مجموعة تشوا تشو كانغ ‏ وقد انضم خلال فترته النيابية ‏  للكتلة البرلمانية حزب العمل الشعبي وانتخب عضو مجلس الشعب السنغافوري عن دائرة دائرة تمثيل مجموعة تشوا تشو كانغ ‏ وقد انضم خلال فترته النيابية ‏  للكتلة البرلمانية حزب العمل الشعبي.